# Эритрофлеум
Эритрофле́ум (лат. Erythrophleum) — род растений семейства Бобовые. Входит в состав трибы Цезальпиниевые подсемейства Цезальпиниевые.

## Описание
Эритрофлеум представляет собой вечнозелёное дерево, имеющее раскидистую крону с относительно крупными двоякоперистыми листьями. Достигает в высоту 35 м при диаметре ствола 1 м (у вида E. guineense). Древесина — красная с тёмными прожилками. Все части дерева (особенно кора) ядовиты.

## Распространение
Виды рода Эритрофлеум произрастают в вечнозелёных и листопадных лесах и лесных саваннах Тропической Африки — от Сенегала на западе до Зимбабве, Танзании и Сейшельских Островов на юго-востоке, а также в умеренном поясе Азии и Австралии.

## Виды
По информации базы данных The Plant List, род включает 10 видов:
- Erythrophleum africanum (Benth.) Harms
- Erythrophleum chlorostachys (F.Muell.) Baill.
- Erythrophleum couminga Baill.
- Erythrophleum fordii Oliv.
- Erythrophleum ivorense A.Chev.
- Erythrophleum lasianthum Corbishley
- Erythrophleum letestui A.Chev.
- Erythrophleum suaveolens (Guill. & Perr.) Brenan (синоним — Erythrophleum guineense G.Don — Эритрофлеум гвинейский[1][4])
- Erythrophleum succirubrum Gagnep.
- Erythrophleum teysmannii (Kurz) Craib

## Применение
Тяжёлая и прочная древесина эритрофлеума не поддаётся гниению и повреждению насекомыми; она применяется в строительстве мостов, кораблей, лодок, при изготовлении шпал. Кору дерева, измельчённую в порошок, местные жители применяют как лекарственное средство при головной боли и как противоядие при отравлении строфантином.